# 弥彦線
弥彦線（やひこせん）は、新潟県西蒲原郡弥彦村の弥彦駅から三条市の東三条駅を結ぶ東日本旅客鉄道（JR東日本）の鉄道路線（地方交通線）である。
弥彦山の東麓から燕市の吉田地区と燕地区を経由して、三条市中心部に至る路線で、普通列車のみが運行されている。国鉄時代、弥彦線は1985年3月31日まで、国鉄全路線で唯一、起終点両方の駅で他路線との接続がない路線であった。私鉄ではこういう形態の路線は決して珍しくないが、日本全国に鉄道網を広げていた国鉄では特殊なケースであった。同年4月1日に東三条駅 - 越後長沢駅間が廃止されたことで弥彦線はこのケースから外れた。
弥彦駅 - 吉田駅間は2005年（平成17年）に自動化されるまで非自動閉塞方式（スタフ閉塞式）で運行していたが、これはJRグループの電化旅客路線としては最後まで残った非自動閉塞区間であった。
全線が新潟支社の管轄で、ラインカラーはパープル（紫紺）である。また、全線が旅客営業規則の定める大都市近郊区間の「新潟近郊区間」、およびIC乗車カード「Suica」の新潟エリアに含まれている。

## 路線データ
- 管轄（事業種別）：東日本旅客鉄道（第一種鉄道事業）
- 区間（営業キロ）：東三条駅 - 弥彦駅 17.4 km（基本計画上の表示。線路名称上は起終点が逆転）
- 軌間：1,067 mm
- 駅数：8（起終点駅含む）
  - 弥彦線所属駅に限定した場合、東三条駅（信越本線所属[3]）と吉田駅（越後線所属[3]）が除外され、6駅となる。
- 複線区間：なし（全線単線）
- 電化区間：全線（直流1,500 V）
- 閉塞方式
  - 弥彦駅 - 吉田駅間：特殊自動閉塞式（軌道回路検知式） ※2005年12月9日まではスタフ閉塞式
  - 吉田駅 - 東三条駅間：自動閉塞式（特殊）
- 保安装置：ATS-SN[2]
- 運転指令所：新潟総合指令室（CTC）
- 最高速度：85 km/h

## 歴史

### 越後鉄道
弥彦線は、越後線とともに私鉄の越後鉄道株式会社により建設された鉄道路線である。まず弥彦駅 - 西吉田駅（現在の吉田駅）間が、越後一の宮である彌彦神社への参詣鉄道として1916年に開業し、続いて西吉田駅 - 一ノ木戸駅（現在の東三条駅）間が、現在の越後線と信越本線を連絡する目的で1922年から1925年にかけて延伸され、さらに1927年夏には南東の南蒲原郡長沢村の越後長沢駅までの区間が開業した。いずれは鹿峠村と森町村（前掲3村はいずれものちの下田村、現在の三条市）を経て福島県只見町まで路線を延伸する計画の下で建設が進められたが、越後長沢駅まで開業した同年の秋に国有化され計画は消滅した。

### 国有化後
このうち、通称「弥彦東線（やひことうせん）」と呼ばれていた東三条駅 - 越後長沢駅間は、沿線の人口密度が低かった上、終点の越後長沢駅も当時の長沢村の中心地から若干離れていたこともあり、太平洋戦争以前の段階から利用者数は低迷。長沢以東の区間は越後鉄道が森町村大字八木前まで免許を取得していたが、国有化された1927年に失効し、また太平洋戦争中の1944年10月には不要不急線として営業休止に追い込まれ、金属類回収令により軌道は撤去の上で供出された。この間、東三条駅 - 越後長沢駅 - 八木前間の貨物輸送は国営自動車（のちの国鉄バスの貨物部門）が代行する方式で実施された。東三条駅 - 越後長沢駅間は戦後に営業を再開したが通学客以外は乗客も少なく、不採算が慢性化。長沢と只見の間については戦後、新潟・福島両県と沿線自治体が中心となって国に対し、八十里越の道路整備と国鉄バスの路線開設を求める請願を提出するなどしたものの、実現には至らなかった。
また東線の区間にあたる三条市中心部と下田村との間には、並行する県道（のちの国道289号）を経由する中越自動車（のちの越後交通の前身の一つ）の路線バスが運行されており、公共交通の機能が冗長化していた。さらにその後はモータリゼーションが急速に進行したこともあって利用者数は減少の一途をたどり、この区間は1968年にいわゆる赤字83線に指定された。弥彦線のうち弥彦駅から東三条駅までの区間（弥彦西線）は1984年春に電化することとなり、これと同時に東線を廃線とする協議が進められた。しかし地元の強硬姿勢により協議が進まず、西線の電化後、新潟運転所から気動車を毎日回送して運行が継続され、翌1985年に廃止された。
弥彦東線の廃線跡は市道および国道289号のバイパス道路として整備され、下田村内で五十嵐川左岸沿いの旧道を経由していた前掲の路線バスの運行経路もこのバイパスに変更された。2015年12月現在、越後交通三条営業所は旧東線に並行する形で下記の路線バス「八木ヶ鼻温泉線」を運行している。
地場産センター前 - 燕三条駅三条口 - 東三条駅前 - 西大崎（越後大崎駅跡付近） - 高岡（大浦駅跡） - 長沢駅跡 - 下田庁舎前 - 笹岡中央 - 八木前 - 八木ヶ鼻温泉

### 電化

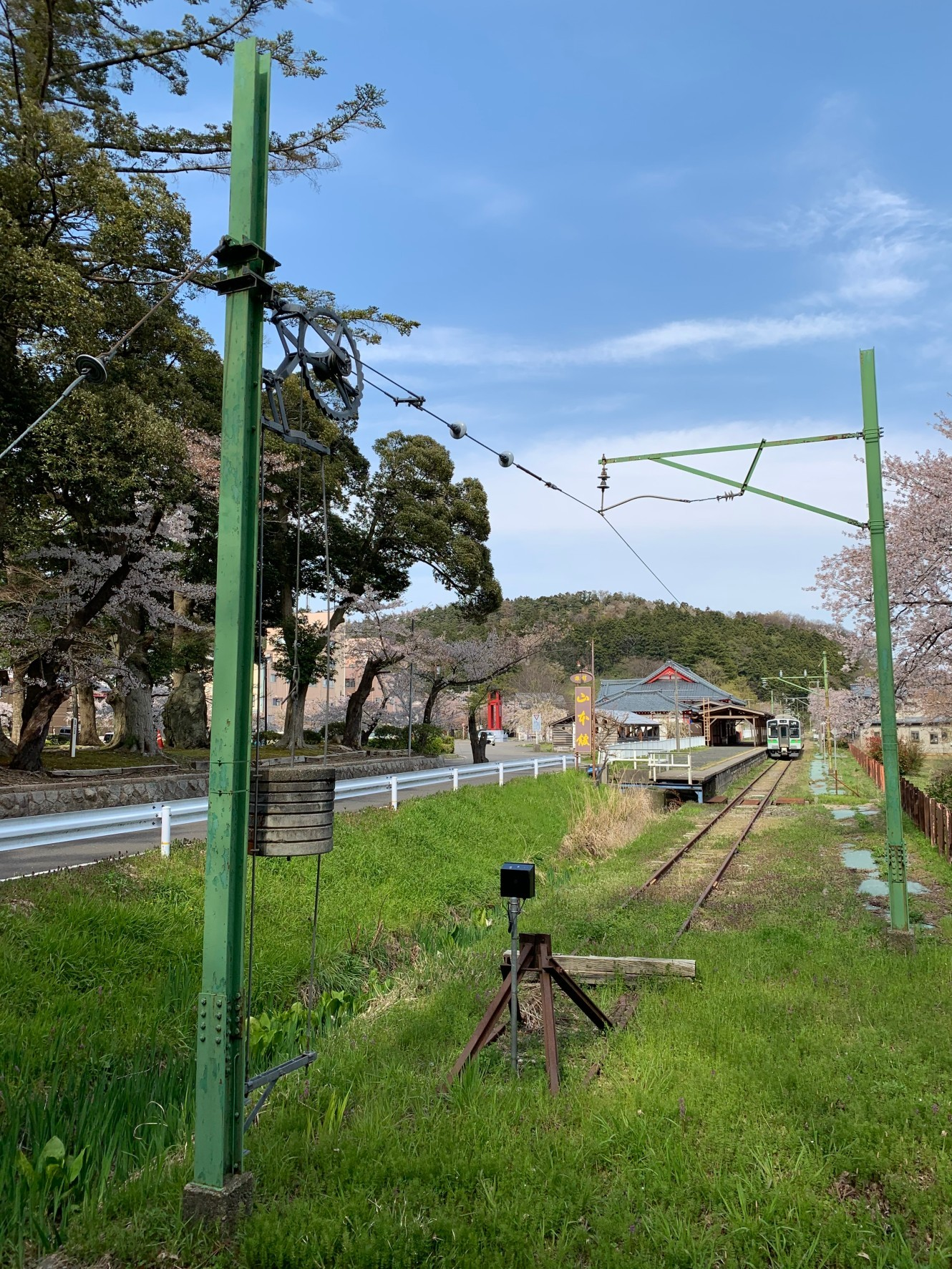
特徴的な直接吊架式の架線（弥彦駅）

1984年に弥彦駅 - 東三条駅間が電化されたが、弥彦駅 - 燕三条駅間の架線には吉田駅周辺を除き、JRの路線としては数少ない低コストの直接吊架式が採用された。これは電化当時、国鉄が慢性的な赤字に陥っていたため、同時に電化された越後線共々、コストダウンを求められていたことによるものである。残る燕三条駅 - 東三条駅間の大部分はシンプルカテナリー式で吊架されているが、最高速度は全線にわたって85 km/hに制限されている。

### 高架化

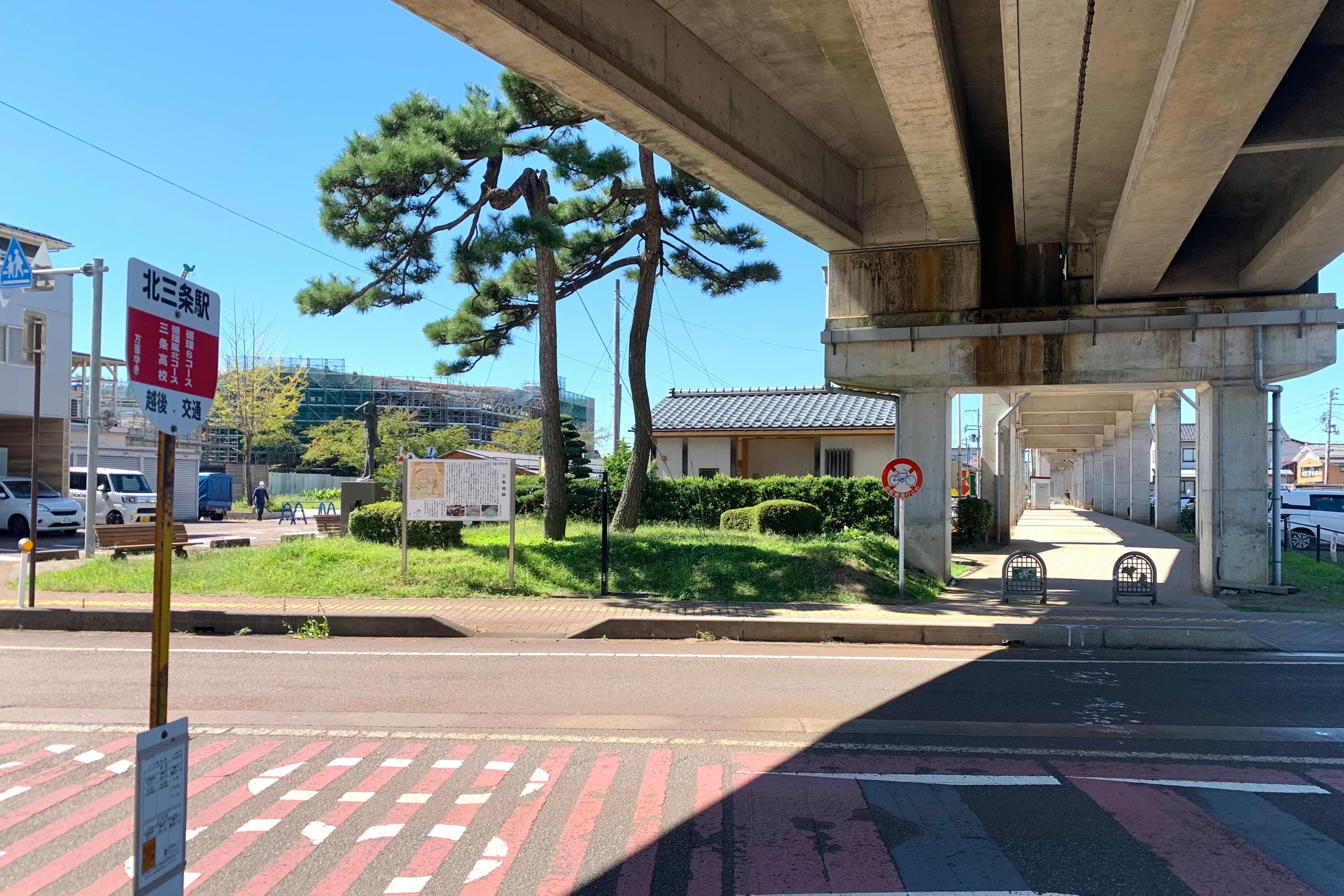
高架下に整備された遊歩道（2021年9月）

燕三条駅 - 東三条駅間の線路は三条市街地のすぐ北側、寺院や住宅が多く集まる場所に敷設された。そのため、1960年代時点では市街地を抜けるまでの僅か2 kmの区間に十数箇所の踏切があり、また生活空間と密接していたため事故が頻繁に発生していた。そうした状況から高架化を望む声が上がり、その後時を経て1992年度完成を目標に県主体の連続立体交差事業が着工。実際の高架化開業は1997年となった。旧線跡は遊歩道として整備された。

## 年表
- 1916年（大正5年）10月16日 【開業】越後鉄道 西吉田 - 弥彦 【駅新設】矢作（停留場）、弥彦[11]
- 1922年（大正11年）4月20日 【延伸開業】西吉田 - 燕 【駅新設】燕[12]
- 1925年（大正14年）4月10日 【延伸開業】燕 - 一ノ木戸 【駅新設】北三条、一ノ木戸（信越本線の既設駅に乗り入れ）[13]
- 1926年（大正15年）8月15日 【駅名改称】一ノ木戸→東三条[14]
- 1927年（昭和2年）
  - 7月31日 【延伸開業】東三条 - 越後長沢(7.9km) 【駅新設】越後大崎、大浦、越後長沢[15]
  - 10月1日 【買収・国有化】弥彦線 弥彦 - 越後長沢(25.3km)[16]
- 1944年（昭和19年）10月16日 【休止】東三条 - 越後長沢(-7.9km) 【駅休止】越後大崎、大浦、越後長沢[17]
- 1946年（昭和21年）10月1日 【営業再開】東三条 - 越後長沢(7.9km) 【駅営業再開】越後大崎、大浦、越後長沢
- 1954年（昭和29年）12月25日 【駅新設】西燕
- 1959年（昭和34年）10月1日 【駅名改称】西吉田→吉田
- 1960年（昭和35年）
  - 7月25日 【貨物営業廃止】弥彦 - 吉田(-4.9km)
  - 12月15日 【貨物営業廃止】東三条 - 越後長沢(-7.9km)
- 1982年（昭和57年）11月15日 【駅新設】燕三条（上越新幹線接続駅）[14]
- 1984年（昭和59年）
  - 1月20日 【貨物営業廃止】吉田 - 東三条(-12.5km)[18]
  - 4月8日 【電化】弥彦 - 東三条(17.4km) 低コストの直接吊架式架線を採用[8]
- 1985年（昭和60年）4月1日 【路線廃止】東三条 - 越後長沢[14](-7.9km)、越後交通の路線バスに転換 【駅廃止】越後大崎、大浦、越後長沢キハ58系によるさよなら臨時列車（1985年3月31日 越後長沢駅）

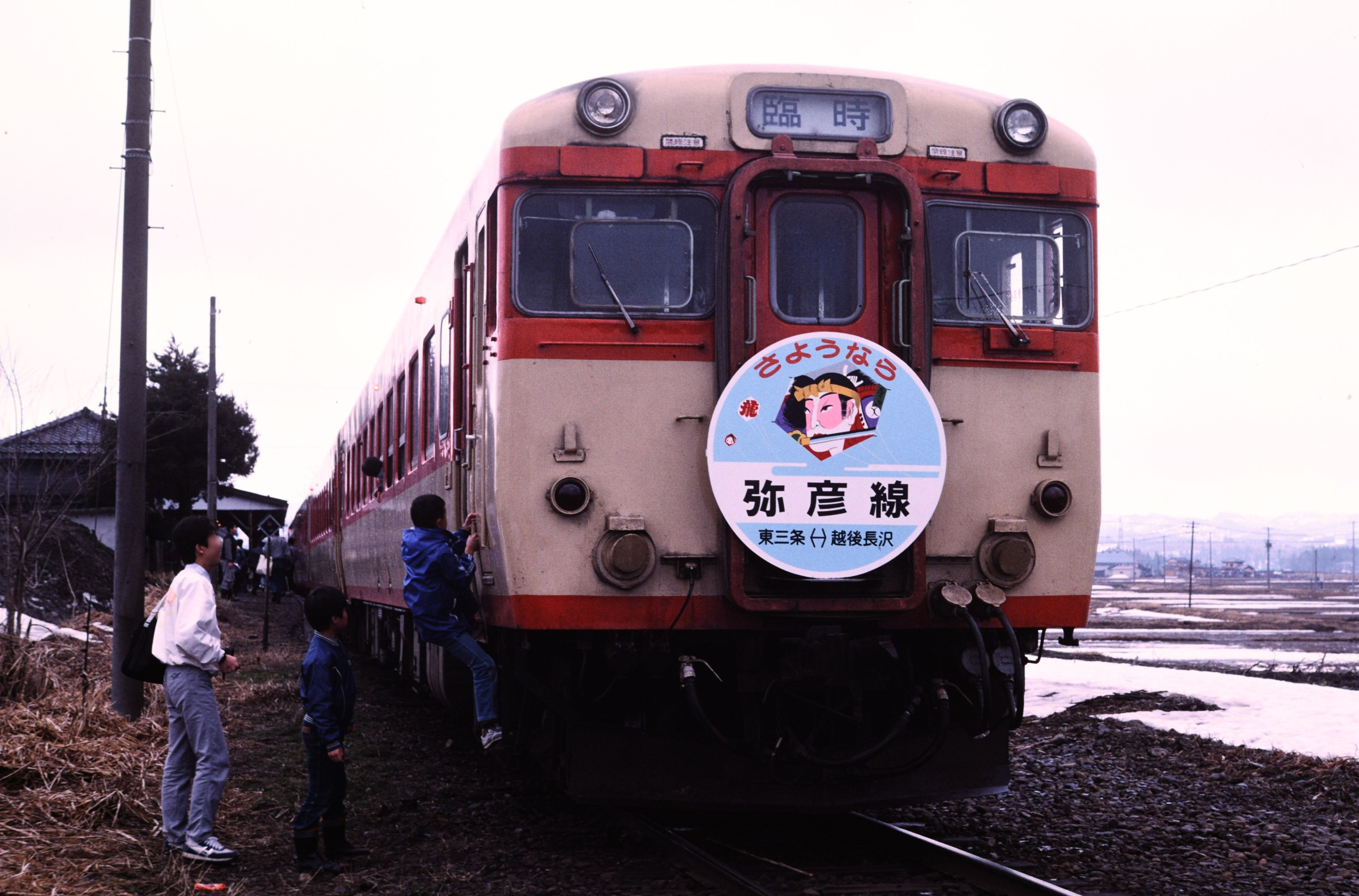
キハ58系によるさよなら臨時列車（1985年3月31日 越後長沢駅）

- 1987年（昭和62年）4月1日 【承継】東日本旅客鉄道
- 1988年（昭和63年）10月17日 【ワンマン化】弥彦 - 吉田間の全列車と吉田 - 東三条間の一部列車[19]。同時に弥彦 - 東三条間の直通列車を従来1本だったのを13本とする[19]。
- 1997年（平成9年）9月15日 燕三条 - 東三条間高架化、東三条駅付近のルートを変更（信越線下を通り駅東側ホームに入る形態をやめ、直接駅西側のホームに入る形式に変更。急カーブ解消）
- 2005年（平成17年）12月10日 弥彦 - 吉田間をスタフ閉塞式から特殊自動閉塞式（軌道回路検知式）化。同時に全線でCTCを導入。
- 2008年（平成20年）3月15日 線内全駅でSuicaのサービスを開始。
- 2024年（令和6年）3月16日 ワンマン列車における後乗り前降りを廃止。
- 2026年（令和8年）7月1日（予定）：支社制から事業本部制への再編に伴い、全線の管轄がこれまでの新潟支社から長岡事業本部に変更される[20]。

## 運行形態

弥彦線の路線図

定期列車は、各駅に停車する普通列車のみである。
吉田駅を中心とした運行体制で、全線を直通運転する列車と、吉田駅発着の列車とでダイヤが編成されている。運行本数は弥彦駅 - 吉田駅間12往復、吉田駅 - 東三条駅間14往復、昼間以降の運行間隔は弥彦駅 - 吉田駅間がおおむね2時間毎、吉田駅 - 東三条駅間がおおむね1 - 2時間毎で、朝の通勤通学時間帯には30 - 60分間隔での運行が実施される。また越後線との直通運転は柏崎駅 - 東三条駅間の下り1本、東三条駅 - 出雲崎駅（土曜・休日・学休日は寺泊駅）間の上り1本で実施している。このほか、沿線の学校の行事や定期考査に合わせて時刻表に掲載されない臨時列車が設定されることがある。
2両編成の列車でワンマン運転を実施しているが、車内で運賃の収受を行わない「都市型ワンマン」で、各車両の全ての扉から乗り降りができる。弥彦駅 - 吉田駅間は臨時列車や繁忙期を除くすべての定期列車がワンマン運転である。吉田駅 - 東三条駅間は三条・燕の都市圏輸送力を確保するため、一部の列車は4両もしくは6両編成で運行される。
吉田駅での越後線および東三条駅での信越本線との乗り継ぎは、下り方面、上り方面ともおおむね20分以内の乗り継ぎ時間が確保されているが、燕三条駅での上越新幹線との乗り継ぎは列車により大きなばらつきがある。

### 季節臨時列車
彌彦神社への二年参りおよび初詣の期間や、4月の桜の時期、11月の「彌彦神社菊まつり」開催期間には、臨時普通列車や臨時快速列車が運転される。このうち一部では越後線および信越本線との直通運転が実施される。「海里」を使用した列車も運行されるほか、かつては「きらきらうえつ」や「NO.DO.KA」も使用された。
なお、矢作駅のホームは最長4両編成までにしか対応できないため、臨時列車や延長運転などで弥彦駅 - 吉田駅間に乗り入れる5両以上の列車では、同駅でドアカットが実施される。また臨時快速はいずれも同駅を通過する。

### 過去の運行形態
三条市東部の下田地区（当時の南蒲原郡下田村）に至る、通称「弥彦東線」と呼ばれた東三条駅 - 越後長沢駅間は1985年（昭和60年）4月1日に廃止されたが、廃止直前は1日あたり朝夕のみ5往復（土曜日は1往復増の6往復）と運行本数は僅かであった。

## 使用車両

### 現在の車両
- E129系電車：新潟車両センター所属。最大6両で運転される。

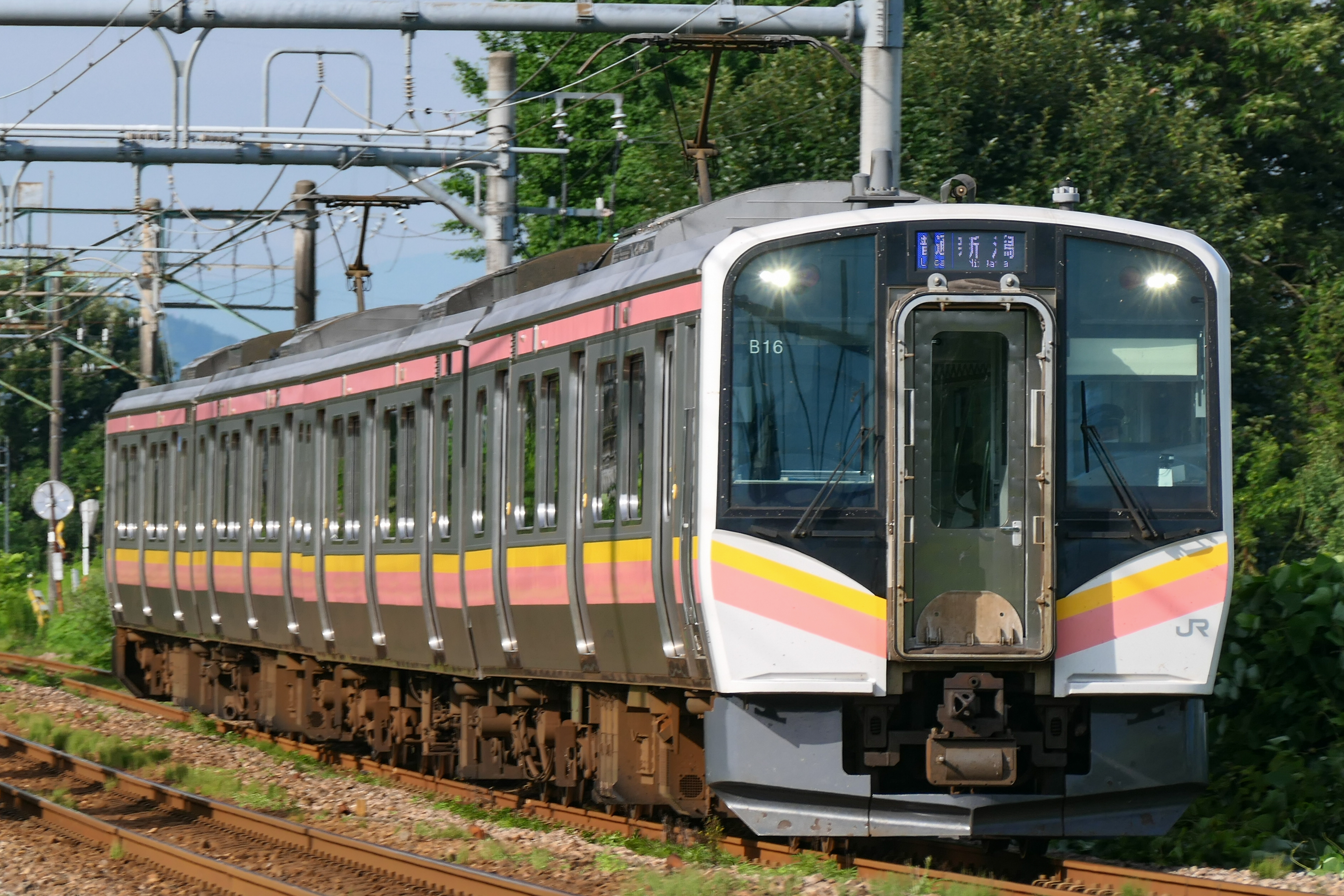
E129系 （2022年7月9日 上越線小千谷駅－越後滝谷駅間

### 過去の車両
- E127系電車：2022年3月まで使用された[21]。新潟車両センター所属。2015年3月13日より後述のY編成の代替として運行開始[22]。2両で運転された。なお、検査や故障の場合はE129系が代走した。
- 115系電車：1984年の電化時に投入。2022年3月まで使用された[21]。2015年3月までは当線向けのワンマン対応改造がなされた黄色塗装のY編成も使用されていた[22]。2015年7月頃に長野に輸送され[23]、長野総合車両センターの敷地内で解体された。塗色は変遷の末、後年はホワイトとイエローをベースにしたカラーリングであった。このY編成にはトイレが設置されておらず、各駅に掲出されている時刻表の、Y編成で運行される列車の備考欄には「トイレはありません」と記載されていた。
- キハ35系気動車：非電化時代に運用。1962年に導入された[24]。
- キハ41000形、キハ41600形など[24]

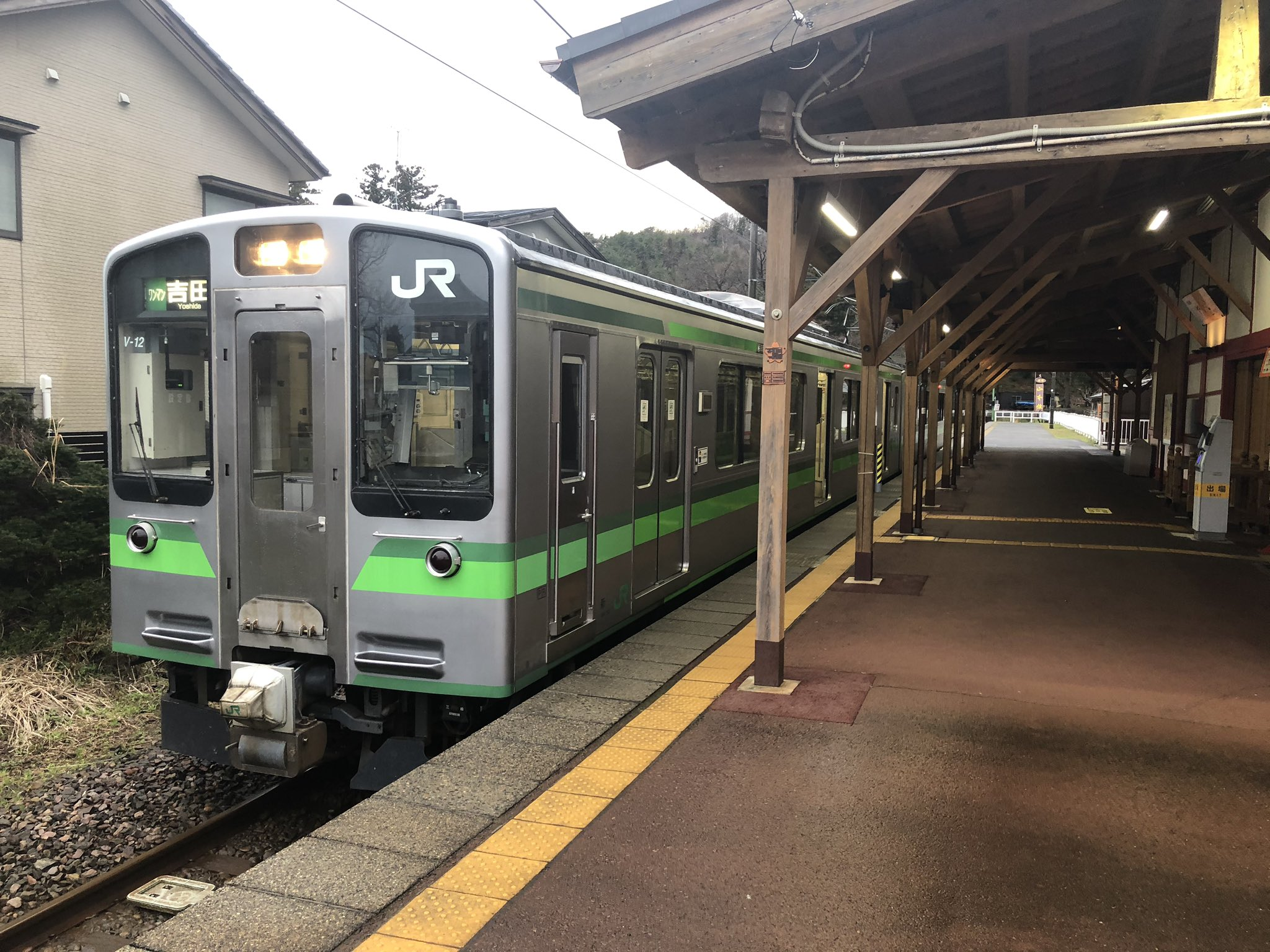
E127系0番台 （2020年3月21日 弥彦駅）
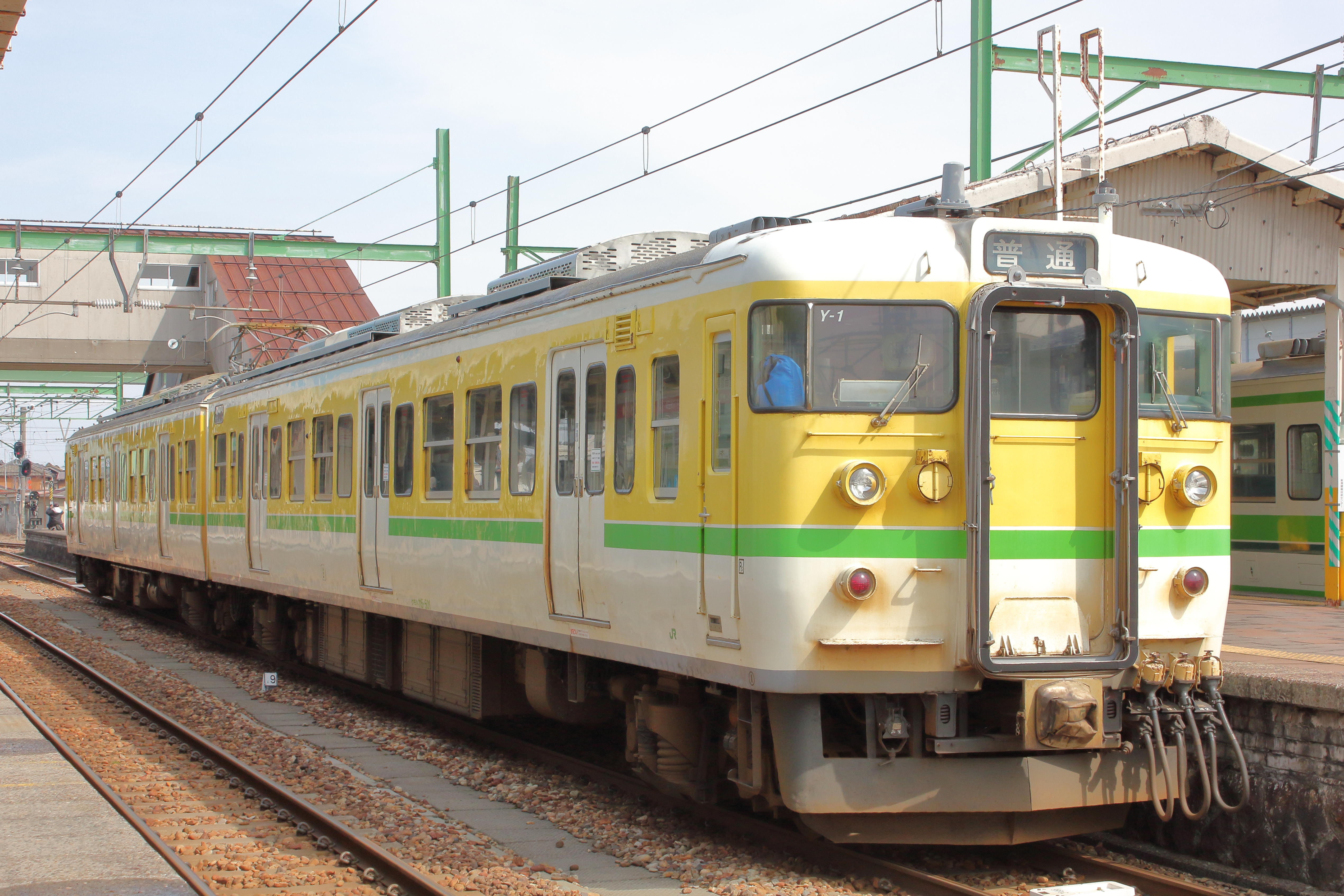
115系500番台「弥彦色」 （2015年3月7日 吉田駅）

## 駅一覧
- 全駅新潟県内に所在（廃止区間も同様）。
- 全列車普通列車（全駅に停車）。
- 線路（全線単線） … ◇：列車交換可、｜：列車交換不可

| 駅名     | 営業キロ | 営業キロ | 接続路線                                | 線路 | 所在地          |
| 駅名     | 駅間     | 累計     | 接続路線                                | 線路 | 所在地          |
| -------- | -------- | -------- | --------------------------------------- | ---- | --------------- |
| 弥彦駅   | -        | 0.0      |                                         | ｜   | 西蒲原郡 弥彦村 |
| 矢作駅   | 2.3      | 2.3      |                                         | ｜   | 西蒲原郡 弥彦村 |
| 吉田駅   | 2.6      | 4.9      | 東日本旅客鉄道：■越後線（直通運転あり） | ◇    | 燕市            |
| 西燕駅   | 3.1      | 8.0      |                                         | ｜   | 燕市            |
| 燕駅     | 2.3      | 10.3     |                                         | ◇    | 燕市            |
| 燕三条駅 | 2.6      | 12.9     | 東日本旅客鉄道： 上越新幹線             | ｜   | 燕市            |
| 燕三条駅 | 2.6      | 12.9     | 東日本旅客鉄道： 上越新幹線             | ｜   | 三条市          |
| 北三条駅 | 2.5      | 15.4     |                                         | ｜   |                 |
| 東三条駅 | 2.0      | 17.4     | 東日本旅客鉄道：■信越本線               | ◇    |                 |

2023年度の時点で、JR東日本自社による乗車人員集計の除外対象となる駅（完全な無人駅）は、矢作駅・西燕駅・燕駅である。なお、燕三条駅については弥彦線の区画は無人であるが、接続する上越新幹線の区画が有人となっている。

### 廃止区間
累計営業キロは弥彦駅からのもの。事業者名・所在地の自治体名は廃線時点のもの。
| 駅名       | 営業キロ | 営業キロ | 接続路線               | 所在地           |
| 駅名       | 駅間     | 累計     | 接続路線               | 所在地           |
| ---------- | -------- | -------- | ---------------------- | ---------------- |
| 東三条駅   | -        | 17.4     | 日本国有鉄道：信越本線 | 三条市           |
| 越後大崎駅 | 2.0      | 19.4     |                        | 三条市           |
| 大浦駅     | 3.0      | 22.4     |                        | 南蒲原郡 下田村* |
| 越後長沢駅 | 2.9      | 25.3     |                        | 南蒲原郡 下田村* |

- *：下田村は2005年5月1日付で三条市、栄町と新設合併し、現在は旧沿線全域が三条市の市域となっている。

### 過去の接続路線
- 燕駅：新潟交通電車線 … 1993年8月1日月潟駅 - 燕駅間廃止、1999年4月5日全線廃止

## 利用状況

### 平均通過人員
各年度の平均通過人員（人/日）は以下のとおりである。
| 年度                   | 平均通過人員（人/日） | 平均通過人員（人/日） | 平均通過人員（人/日） | 出典   |
| 年度                   | 全線                  | 弥彦 - 吉田           | 吉田 - 東三条         | 出典   |
| ---------------------- | --------------------- | --------------------- | --------------------- | ------ |
| 1987年度（昭和62年度） | 5,076                 | 1,429                 | 6,566                 | [ 26 ] |
| 2009年度（平成21年度） | 2,594                 | 624                   | 3,366                 | [ 26 ] |
| 2010年度（平成22年度） | 2,579                 | 627                   | 3,345                 | [ 26 ] |
| 2011年度（平成23年度） | 2,582                 | 580                   | 3,367                 | [ 26 ] |
| 2012年度（平成24年度） | 2,662                 | 564                   | 3,484                 | [ 26 ] |
| 2013年度（平成25年度） | 2,662                 | 572                   | 3,482                 | [ 26 ] |
| 2014年度（平成26年度） | 2,485                 | 577                   | 3,233                 | [ 27 ] |
| 2015年度（平成27年度） | 2,515                 | 567                   | 3,279                 | [ 27 ] |
| 2016年度（平成28年度） | 2,474                 | 543                   | 3,232                 | [ 27 ] |
| 2017年度（平成29年度） | 2,363                 | 504                   | 3,091                 | [ 27 ] |
| 2018年度（平成30年度） | 2,338                 | 503                   | 3,057                 | [ 27 ] |
| 2019年度（令和元年度） | 2,249                 | 521                   | 2,927                 | [ 28 ] |
| 2020年度（令和02年度） | 1,862                 | 395                   | 2,436                 | [ 28 ] |
| 2021年度（令和03年度） | 1,826                 | 388                   | 2,389                 | [ 28 ] |
| 2022年度（令和04年度） | 1,959                 | 442                   | 2,554                 | [ 28 ] |
| 2023年度（令和05年度） | 2,058                 | 473                   | 2,679                 | [ 29 ] |

### 収支・営業系数
2019年度（令和元年度）の平均通過人員が2,000人/日未満の線区（弥彦駅 - 吉田駅間）における各年度の収支（運輸収入、営業費用）、営業係数、収支率は以下のとおりである。▲はマイナスを意味する。
| 年度                   | 収支（百万円） | 収支（百万円） | 収支（百万円） | 営業 係数 （円） | 収支率 | 出典   |
| 年度                   | 運輸 収入      | 営業 費用      | 計             | 営業 係数 （円） | 収支率 | 出典   |
| ---------------------- | -------------- | -------------- | -------------- | ---------------- | ------ | ------ |
| 2019年度（令和元年度） | 9              | 157            | ▲147           | 1,664            | 6.0%   | [ 30 ] |
| 2020年度（令和02年度） | 6              | 135            | ▲129           | 2,107            | 4.7%   | [ 30 ] |
| 2021年度（令和03年度） | 6              | 130            | ▲124           | 1,998            | 5.0%   | [ 31 ] |
| 2022年度（令和04年度） | 7              | 158            | ▲150           | 2,052            | 4.9%   | [ 32 ] |